# The Following
The Following – amerykański serial, wyprodukowany przez Outerbanks Entertainment oraz Warner Bros. Television. Twórcą serialu jest Kevin Williamson. Odcinek premierowy został wyemitowany 21 stycznia 2013 na Fox. W Polsce serial miał swoją premierę 11 lutego 2013 dostępny w usłudze VOD nSeriale. 15 czerwca 2013 serial miał polską premierę telewizyjną na antenie Canal+ Film, natomiast w telewizji odkodowanej zadebiutował w grudniu 2013, kiedy to TVN pokazał pilota "The Following" jednocześnie informując, że cały serial zostanie pokazany w 2014 roku na antenie TVN7. 
Emisja serialu w Polsce rozpoczęła się w połowie lutego 2014 na kanale TVN7. W styczniu 2014 rozpoczęto wyświetlanie drugiej serii w USA.
8 maja 2015 roku, stacja Fox ogłosiła zakończenie produkcji serialu po 3 sezonie

## Fabuła
Wykładowca akademicki i pisarz Joe Carroll wzorując się na twórczości Edgara Poego tworzy sektę, która zrzesza wyłącznie morderców. Carroll w przeszłości został skazany za serię brutalnych zabójstw na karę śmierci, udaje mu się jednak uciec z celi śmierci i kontynuuje swoją działalność. Tropem Carrolla podąża były agent FBI - Ryan Hardy, który w przeszłości został przez niego zraniony i żyje tylko dzięki rozrusznikowi serca. Hardy wraz z FBI ścigają Carrolla i jego wyznawców, starając się udaremnić kolejne morderstwa.

## Obsada
- Kevin Bacon jako Ryan Hardy
- James Purefoy jako Joe Carroll
- Jessica Stroup jako Max Hardy
- Natalie Zea jako Claire Matthews
- Annie Parisse jako Debra Parker
- Adan Canto jako Paul
- Nico Tortorella jako Jacob
- Shawn Ashmore jako Agent Weston
- Valorie Curry jako Emma
- Connie Nielsen jako Lily Gray
- Sam Underwood jako Luke/Mark
- Zuleikha Robinson jako Gwen[4]
- Gregg Henry jako dr Strauss, wybitny lekarz, który ma mroczny sekret[5][6]

### Role drugoplanowe
- Jacinda Barrett jako Julia[7]
- Sprague Grayden jako Carrie Cooke - reporterka tabloidu, która napisała bestsellerową książkę o Carrollu oraz wydarzeniach w Havenport. Prowadzi w tej sprawie także śledztwo dziennikarskie[5]
- Hunter Parrish jako Kyle[8]
- Michael Ealy jako  Andrew Sharp[9]
- Annet Mahendru jako Eliza[10]

### Gościnnie
- Leslie Bibb jako Jana Murphy[11]
- Lee Tergessen jako Kurt Bolen[12]

## Odcinki
| Sezon | Sezon | Odcinki | Oryginalna emisja | Oryginalna emisja | Oryginalna emisja | Oryginalna emisja | Oryginalna emisja |
| Sezon | Sezon | Odcinki | Premiera sezonu   | Finał sezonu      | Premiera sezonu   | Finał sezonu      |                   |
| ----- | ----- | ------- | ----------------- | ----------------- | ----------------- | ----------------- | ----------------- |
|       | 1     | 15      | 21 stycznia 2013  | 29 kwietnia 2013  | 11 lutego 2013    | 20 maja 2013      |                   |
|       | 2     | 15      | 19 stycznia 2014  | 28 kwietnia 2014  | 4 marca 2014      | 10 czerwca 2014   |                   |
|       | 3     | 15      | 2 marca 2015      | 18 maja 2015      | 18 marca 2015     | 24 czerwca 2015   |                   |